# Henri Dulieux
Henri Joseph Marie Dulieux (Lille, 10 de mayo de 1897-Chantepie, 29 de mayo de 1982) fue un deportista francés que compitió en esgrima, especialista en la modalidad de espada.
Participó en los Juegos Olímpicos de Berlín 1936, obteniendo una medalla de bronce en la prueba por equipos. Ganó dos medallas en el Campeonato Mundial de Esgrima en los años 1937 y 1938.

## Palmarés internacional
| Juegos Olímpicos   | Juegos Olímpicos          | Juegos Olímpicos  | Juegos Olímpicos   |
| Año                | Lugar                     | Medalla           | Prueba             |
| ------------------ | ------------------------- | ----------------- | ------------------ |
| 1936               | Berlín (Alemania)         | Medalla de bronce | Espada por equipos |
| Campeonato Mundial |                           |                   |                    |
| Año                | Lugar                     | Medalla           | Prueba             |
| 1937               | París (Francia)           | Medalla de plata  | Espada por equipos |
| 1938               | Pieštany (Checoslovaquia) | Medalla de oro    | Espada por equipos |